# Húkslond
Húkslond è una montagna alta 129 metri sul mare situata sull'isola di Eysturoy, nell'arcipelago delle Isole Fær Øer, in Danimarca.